# 格雷格·弗朗西斯
格雷格·弗朗西斯（英語：Greg Francis，1974年4月4日—2023年4月2日），加拿大男子篮球运动员。他曾代表加拿大获得2000年夏季奥运会男子篮球比赛第七名。他也在夏季世界大学生运动会上获得一枚银牌和一枚铜牌。

## 外部連結
- 格雷格·弗朗西斯在fiba.basketball（英语）
- 格雷格·弗朗西斯在archive.fiba.com（存檔）（英语）
- 格雷格·弗朗西斯在Basketball-Reference.com（國際）（英语）
- 格雷格·弗朗西斯在Sports-Reference.com（NCAA）（英语）
- 格雷格·弗朗西斯在Eurobasket.com（球員）（英语）
- 格雷格·弗朗西斯在Proballers（英语）
- 格雷格·弗朗西斯在RealGM（球員）（英语）
- 格雷格·弗朗西斯在Eurobasket.com（教練）（英语）
- 格雷格·弗朗西斯在Olympics.com（英语）
- 格雷格·弗朗西斯在Olympedia（英语）
- 格雷格·弗朗西斯在Team Canada（英语）